# Euripus loweimima
Euripus loweimima är en fjärilsart som beskrevs av Hans Fruhstorfer 1903. Euripus loweimima ingår i släktet Euripus och familjen praktfjärilar. Inga underarter finns listade i Catalogue of Life.